# Абдулле, Мусе Хасан Шейх Сайид
Мусе Хасан Шейх Сайид Абдулле (сомал. Muuse Xasan Sheekh Cabdulle, араб. موسى حسن الشيخ سعيد عبد الله‎; род. 25 декабря 1940, Shilavo, Сомали), также известен как Мусе Хассан — сомалийский государственный, политический и военный деятель. Исполняющий обязанности президента Сомали и временный спикер федерального парламента с 20 по 28 августа 2012 года. Посол Сомали в Италии с 20 июня 2013 года.

## Биография
Его имя транслитерируется по-разному, в том числе как Муса Хасан Абдулле. Абдулл происходит из клана Дарод.

## Карьера

### Военная карьера
Абдулле был видным членом Сомалийской национальной армии. Он был одним из первых трёх сомалийских кадетов, окончивших Военную академию Модены, расположенную в Модене, на севере Италии. В 1985 году Абдулле получил стипендию для учёбы в Национальном университете обороныв Вашингтоне. В следующем году он его окончил.

### Федеральное правительство Сомали

#### Федеральный парламент и временное президентство
После истечения срока полномочий Переходного федерального правительства 20 августа 2012 года и одновременного начала работы Федерального правительства Сомали, Абдулле, как старейший законодатель, был назначен временным спикером нового Федерального парламента на его инаугурационной сессии в международном аэропорту Аден Адде в Могадишо. Он также был дополнительно назначен исполняющим обязанности президента на церемонии, где также были приведены к присяге многие депутаты. Голосование за нового спикера парламента состоялось 28 августа 2012 года, и бывший министр транспорта и министр труда и спорта Мохамед Осман Джавари был избран постоянным спикером. 30 августа 2012 года Федеральный парламент созвал и единогласно утвердил новый комитет, которому было поручено наблюдать за президентскими выборами 2012 года в Сомали. На парламентской сессии под председательством нового спикера Джавари в состав комиссии были включены 15 депутатов, а председателем комиссии был назначен Абдулле. Голосование в конечном итоге состоялось 1 сентября 2012 года, и Хасан Шейх Мохамуд был избран новым президентом Сомали.

#### Посол в Италии
20 июня 2013 года кабинет министров назначил Абдулле послом Сомали в Италии. 

## Военная карьера

### Обучение
- Scuola Media Superiore (средняя школа), Могадишо — 1955–59;
- Военная академия Модены, Модена, Италия —1959–1961;
- Scuola Applicazione DArma (Институт военных исследований), Турин, Италия — 1961–1963;
- Подготовка в командиры батальона, Могадишо, Сомали — 1964–1965;
- Scuola di Guerra (Военный колледж), Чивитавеккья, Италия — 1968–1970;
- Национальный университет обороны[англ.], Вашингтон — выпуск в 1986 году.

### Опыт
- Вступил в Сомалийскую национальную армию — 1959;
- Повышен до звания 2-го лейтенанта — 1961;
- Повышен до звания 1-го лейтенанта — 1963;
- Повышен до звания капитана — 1965;
- Повышен до звания майора — 1967;
- Командир танкового и моторизованного батальонов, Харгейса — 1965–1968;
- Произведён в звании подполковника — 1970;
- Командующий 26-й дивизией Сомалийской национальной армии, Харгейса — 1970—1971;
- Операционный директор министерства обороны — 1971—1973;
- Произведён в звании полковника — 1974;
- Военный советник и помощник президента — 1973—1976;
- Военный атташе, Рим, Италия — 1976—1979;
- Член Национального совета по закупкам, Могадишо — 1979—1983;
- Комендант Военного колледжа Ахмеда Гурей, Могадишо — 1983—1984;
- Произведён в звании бригадного генерала —1986;
- Командир 60-й дивизии, Байдоа — 1986—1989.